# Среда

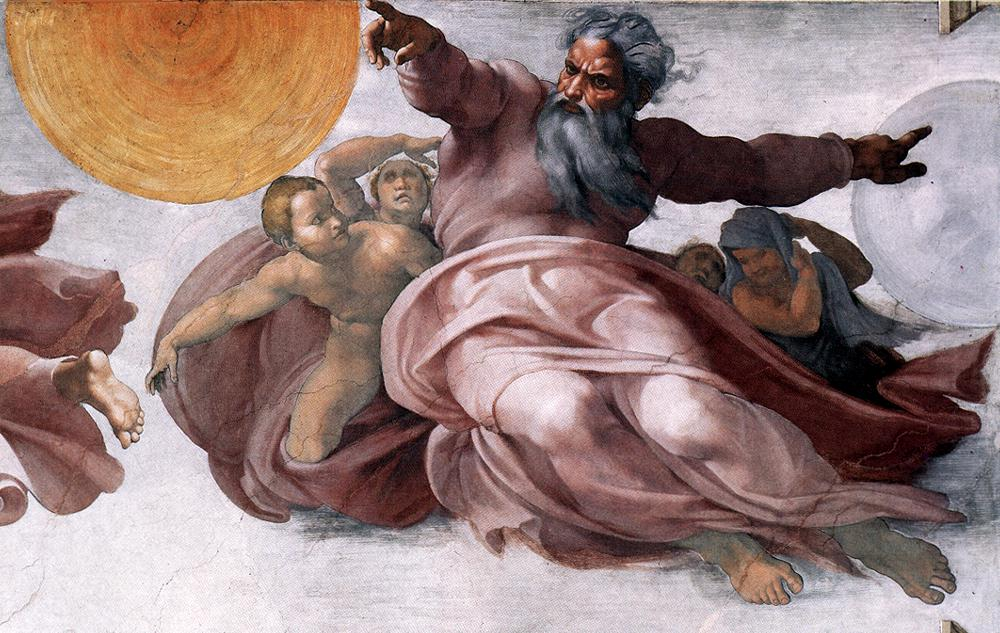
Четвёртый день («среда») Божьего сотворения мира, появление небесных светил. Микеланджело, 1511 г.

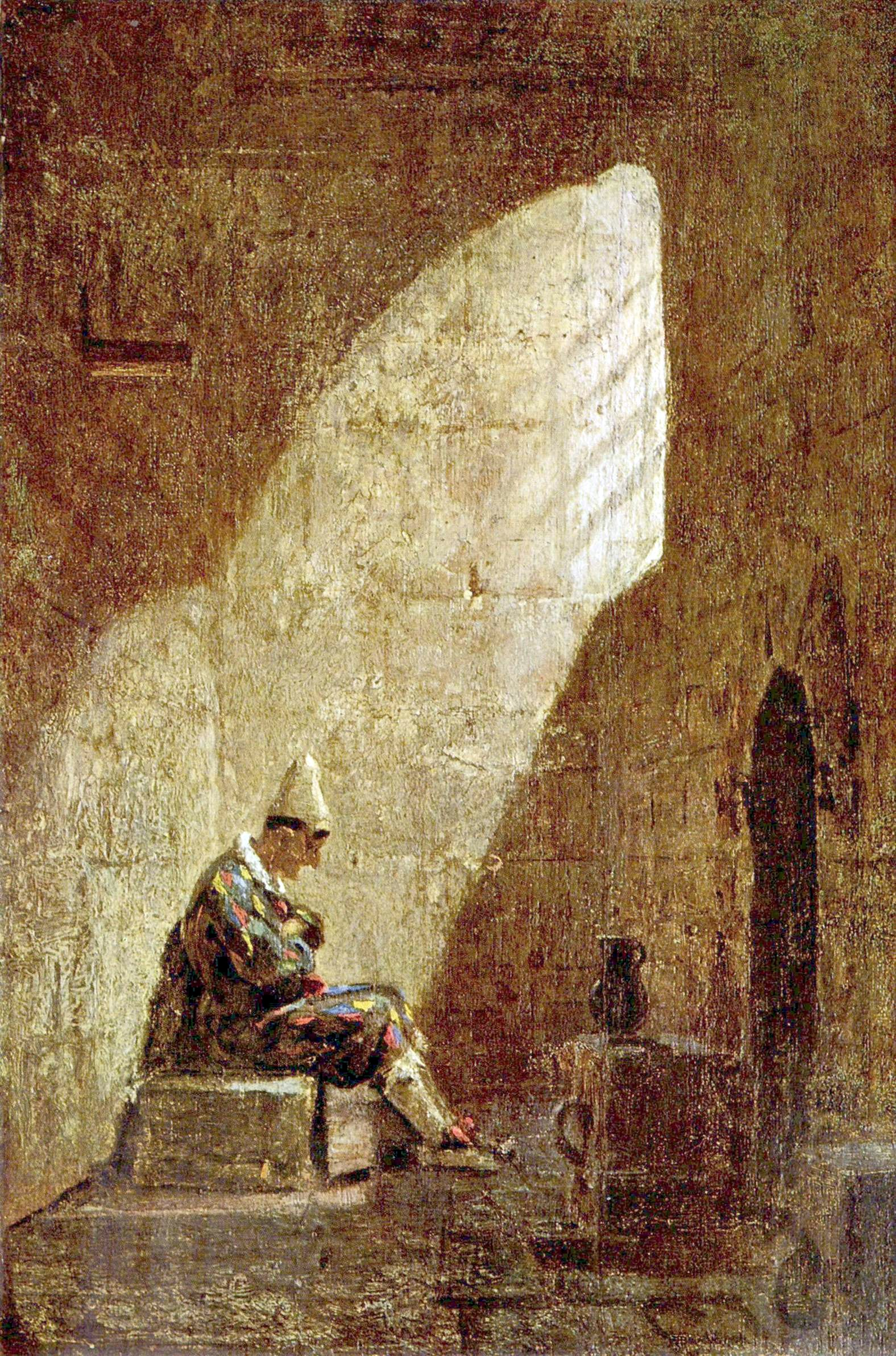
«Пепельная среда», картина Карла Шпицвега, 1855—1860 гг.

Среда́ (от средина, середина) — день недели между вторником и четвергом.

## Этимология и место в календаре

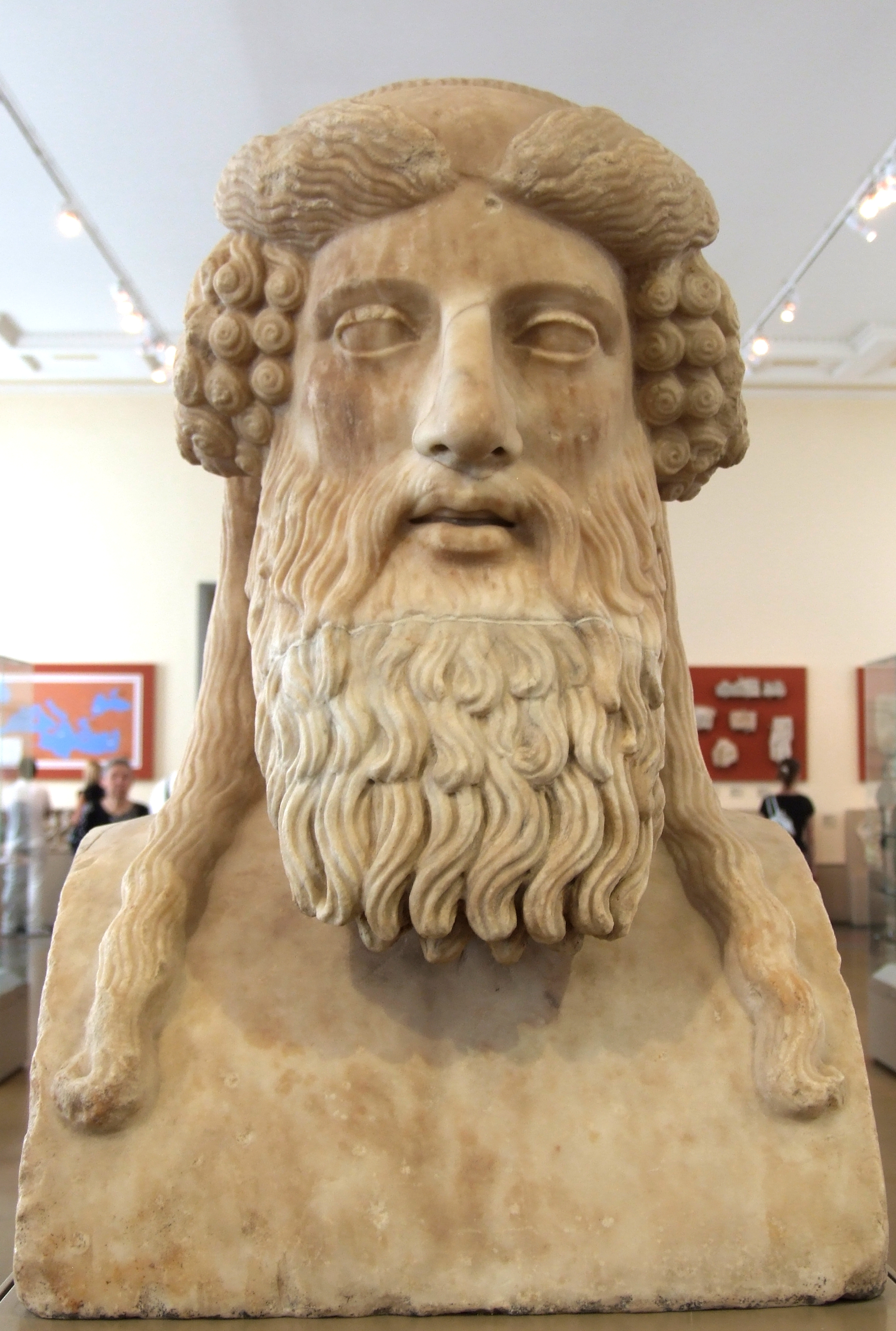
Римская копия статуи Гермеса, бога, от которого идёт традиция называния «среды» в честь небесного божества и его планеты в Западной Европе

Согласно международному стандарту ISO 8601, это — третий день недели, хотя в некоторых традициях (авраамических религиях) является четвёртым.
К примеру, португальский язык использует слово quarta-feira («четвёртый день»), также среда — «четвёртый день» в персидском языке (چهارشنبه). Среда в греческом языке, Τετάρτη, означает просто «четвёртый». То же значение имеют арабское (أربعاء), еврейское (רביעי — ревии) названия. С армянского (Չորեքշաբթի — чорекшабти́), грузинского (ოთხშაბათი — отхшабати), казахского (сәрсенбі), башкирского (шаршамбы), таджикского (чоршанбе), узбекского (chorshanba/чоршанба) и татарского (чәршәмбе) языков слово буквально переводится как «четыре (дня) от субботы».
Однако в эстонском языке название среды kolmapäev — «третий день» — подразумевает первым днём недели понедельник. В северных диалектах китайского языка, 星期三 (xīngqīsān), означает «день три», поскольку воскресенье непронумеровано.
Среда находится в середине славянской пятидневной рабочей недели, которая начинается понедельником и оканчивается пятницей. В случае, если воскресенье принято за первый день недели, то среда приходится на середину недели, отсюда и происходит её русское название. Существует предположение, что у предков восточных славян вся неделя состояла из пяти дней, и среда была её серединой. И лишь позднее у евреев через греков они заимствовали субботу, а с распространением христианства в их языке появилось и воскресенье. Большинство славянских языков следует общему сходному образцу (болгарский: сряда, хорватский: srijeda, чешский: středa, македонский: среда, польский: środa, сербский: среда или сриједа, словацкий: streda, словенский: sreda, украинский: середа, а также неславянский венгерский: szerda — заимствовано у славянских языков).
На финском языке среда называется Keskiviikko («середина недели»), на исландском: Miðvikudagur, на фарерском: Mikudagur («день — середина недели»). В некоторых диалектах фарерского языка есть Ónsdagur, который употребляется наравне с общераспространённым наименованием среды.
На хинди среда именуется Будхвар.
«Среда», в буквальном переводе с японского, — «день воды» (水曜日).
В Древнем Риме этот день был посвящён Меркурию. Семидневная неделя установилась в Риме в конце II — начале III столетия. Наименование римской среды Dies Mercurii («День Меркурия») являлось калькой с древнегреческого языка ἡμέρα Ἕρμου heméra Hérmou, «день Гермеса», привязка семи дней недели к семи классическим планетам впервые отмечено в Anthologiarum Веттия Валента (около 170 года).
Латинское имя нашло отражение в большинстве современных романских языков: mercredi (французский язык), mercoledì (итальянский язык), miércoles (испанский язык), miercuri (румынский язык), dimecres (каталанский язык), Marcuri или Mercuri (корсиканский язык).
В северной Европе Меркурию соответствовал Один (Вотан), от его имени и происходит древнегерманское название этого дня. Германский бог Воден, Воданаз или Один во времена Римской империи был интерпретирован как «германский Меркурий».
Современное английское название среды Wednesday унаследовано от среднеанглийского Wednesdei, на древнеанглийском среда — wōdnesdæg. Англоязычные квакеры традиционно именуют среду «четвёртым днём», чтобы избежать языческих ассоциаций.
В современном немецком языке слово Mittwoch (буквально: «середина недели») в X веке заменило прежнее имя среды Wodanstag («день Водана»), что сближает его со славянскими названиями этого дня. В датском языке, как и в норвежском и шведском, сохранилось название среды как дня Одина — Onsdag.

## Религиозное соблюдение

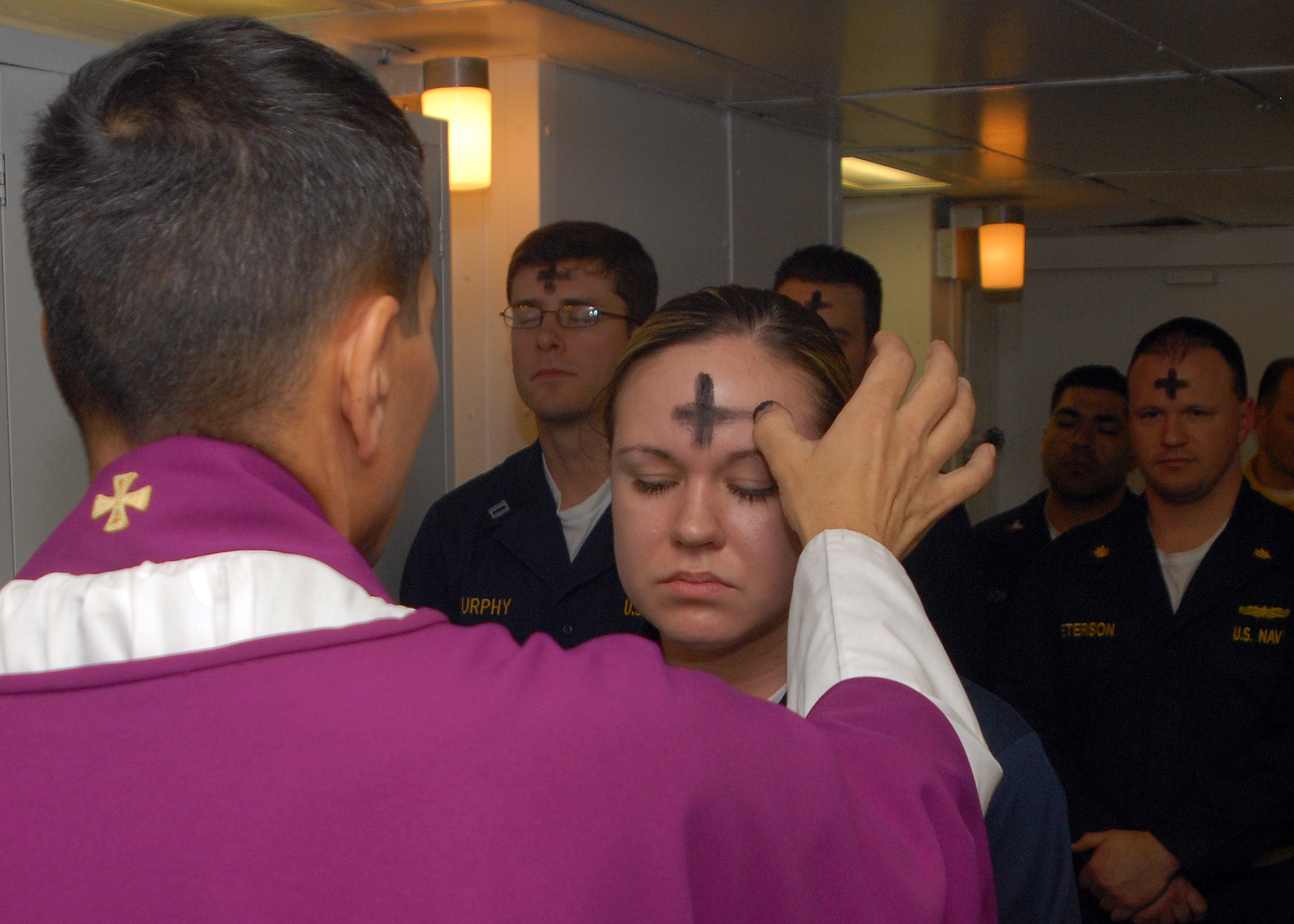
Католическая «Пепельная среда», День покаяния. Верующих отмечают крестом из пепла на челе

Древние христиане собирались по средам в храмы для общественного богослужения. Святой Амвросий именует среду и пятницу днями стояния (dies stationum), как назывался у первых христиан пост, соединённый с молитвой. Православная церковь наблюдает в среду (так же как в пятницу) пост (за исключением нескольких праздничных и беспостных периодов в течение года). Пост в среду и пятницу влечёт за собой воздержание от мясных, яичных и молочных продуктов. Для православных пост по средам знаменует память о предательстве Иудой Искариотом Иисуса Христа. Пост по средам соблюдался столь строго, что некоторые верующие не хотели его прекращать даже и в дни великих праздников. Такая строгость послужила причиной созыва, в 1168 году, особого собора, который определил, что пост среды и пятницы должно отменять только для праздников Рождества и Богоявления. В одном старинном слове правило о посте в среду и пятницу называется тайной спасения, свыше открытой святому Пахомию, а сами среда и пятница олицетворяются в виде двух Ангелов, которые в будущей жизни встретят с радостью и проведут в рай тех людей, которые их почитают.
На вседневных службах среды и пятницы гимны Октоиха и некоторых других Богослужебных книг повествуют о страдании Спасителя и о Его Крестной смерти. В среду, а также в пятницу, в воскресенье и в понедельник, может совершаться православное венчание, если сразу после этих дней не следуют большие церковные праздники и посты.
В православном богослужении имеются особые среды:
- среду и пятницу на Сырной седмице совершается Аллилуйная служба без Литургии;
- в период Великого поста по средам — Литургия преждеосвященных Даров;
- на Страстной седмице — Великая среда;
- в среду Светлой седмицы: Собор преподобных отцов, на Богошественной Горе Синай подвизавшихся, а также Касперовская икона Божией Матери;
- в среду четвёртой седмицы после Пасхи совершается праздник Преполовения. В Преполовение может совершаться переходящее празднование Моздокской и Дубенской-Красногорской (XVII век) икон Божией Матери;
- в среду пятой седмицы — отдание Преполовения;
- в среду шестой — отдание праздника Пасхи и предпразднство Вознесения Господня;
- среда по Вознесении преподобного Додо Давидо-Гареджийского (596 г., Грузия).

На ирландском и кельтско-шотландском языках, имя среды напоминает о посте в этот день: Dé Céadaoin (на ирландском гэльском) и Di-Ciadain (на шотландском гаэльском); aoine означает «пост», céad — «первый» (пятница называется просто «пост», Aoine). В католических странах первый день Великого поста известен как «пепельная среда» (в отличие от православных, начинающих поститься с понедельника, у католиков Великий пост начинается в среду). Первый день Великого поста в Западной христианской традиции, происходит за сорок шесть календарных дней до Пасхи и сорок будничных, если не считать воскресенья.
В США многие католические и протестантские общины и некоторые еврейские синагоги по средам проводят исследования Писания или молитвенные ночи бдения, поэтому спортивные расписания во многих американских государственных школах отражают этот факт, резервируя понедельник и четверг для игр девочек, вторник и пятницу для игр мальчиков, и вообще избегая планов на вечер среды.

## Культурные традиции

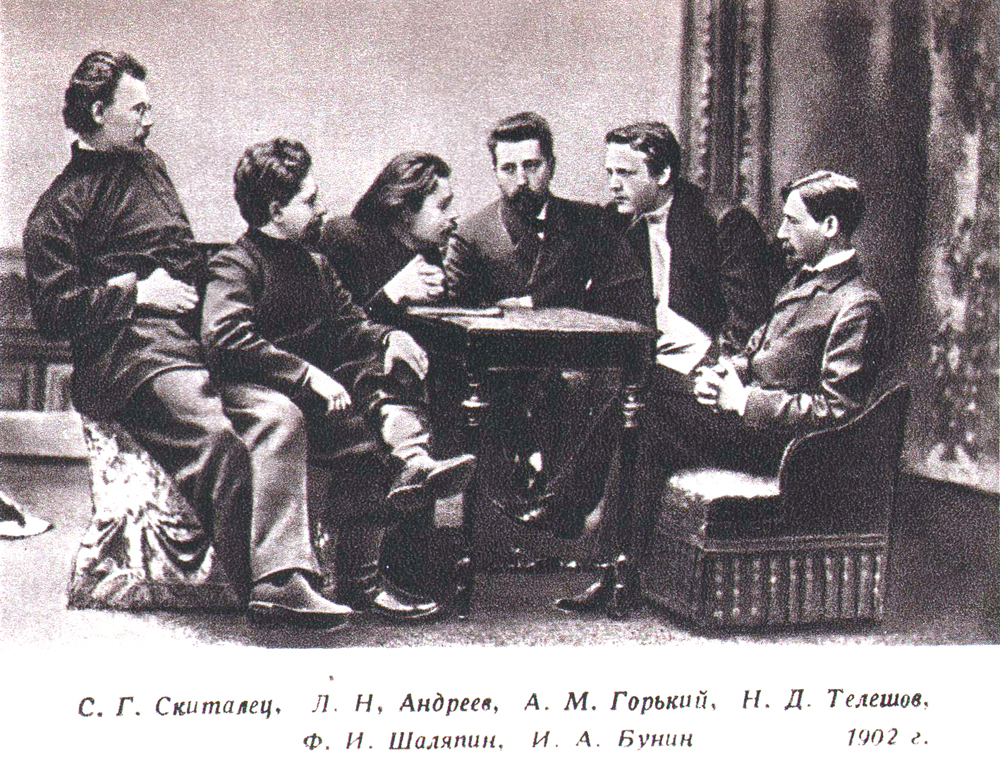
Литературный кружок «Среда»

В испанском слово «среда», miércoles используется в качестве эвфемизма для созвучного ругательства mierda «дерьмо!».
Согласно тайскому солнечному календарю, со средой связан зелёный цвет.
В Мьянме дети, родившиеся в среду до 12 часов дня, по традиции получают имя, начинающееся на одну из четырёх букв алфавита, называемых боудэхунан. После 12 часов дня по древнеиндийским астрологическим представлениям начинается восьмой день недели День Яху (Раху).
Простонародные русские поверья особо выделяли некоторые среды: так, в Тульской губернии в среду на первой неделе Великого поста поселяне выходили к родникам или речкам и прудам прислушиваться, не шумит ли вода, не стонет ли она, и по стону, шуму или свисту старались предугадать будущее. В среду на пятой неделе Великого поста в селениях Алексинского уезда Тульской губернии устраивались сходбища для проводов зимы: мужчины возили женщин на санях по улицам, холостые старались свалить сани, которые возят женатые, бросали в них снежными комками и т. п. В среду на последней неделе поста в степных селениях обливали утром водой всех домашних животных для предохранения их от болезней.
C 1890-х до 1916 года в Москве по средам собирался литературный кружок «Среда», который посещали выдающиеся писатели, такие как Викентий Вересаев, Александр Куприн, Иван Бунин, Максим Горький и др. После революции 1905—1907 годов возникла так называемая «Молодая среда» во главе с Ю. А. Буниным. Из новых участников — Иван Шмелёв, Борис Пильняк, художник Аполлинарий Васнецов.
В 1905—1909 годах по средам в Санкт-Петербурге в квартире Вячеслава Ива́нова также происходили собрания ведущих поэтов и мыслителей того времени.

## Среда как мифический персонаж
В одной великорусской сказке Среда олицетворяется в виде женщины, приготовляющей холст с целью удавить хозяйку, которая её позвала на помощь в тканье холстов, поскольку в народной литературе среда и пятница ставились наряду с воскресеньем и другими церковными праздниками; считалось большим грехом не только нарушить в эти дни пост, но и заниматься некоторыми из домашних работ. В русском языке существует распространённое выражение: «Среда — это маленькая пятница».
Украинцы Харьковщины олицетворяли Среду в образе женщины, в народных рассказах «она посещает по ночам хаты, принимает близкое участие в женском хозяйстве и наказывает женщин ленивых или работающих в неурочное время и помогает чтущим её день в их занятиях по хозяйству». По карпатским представлениям, Среда — девушка, и её почитают прежде всего девушки и женщины, к ней они обращаются за помощью в специальных молитвах, она наказывает за несоблюдение табу на прядение, тканье, шитье коликами в груди и головной болью. Русские на Урале верили, что Пятница и Среда первыми выходят встречать на «том свете» души умерших, и связывали со средой представления о Судном дне.

## События, связанные со средой
В среду 16 сентября 1992 года произошёл резкий обвал курса британского фунта стерлингов. Это событие получило известность как «Чёрная среда».
В Польше в среду произошли террористический акт (15 августа 1906 г.) и акция пацификации в городе Олькуш (31 июля 1940 г.), впоследствии названные «Кровавой средой».

## Среда в именах и названиях
- Трек под именем Wednesday’s Song («Песня в среду»), находится в альбоме 2004 года Shadows Collide with People Джона Фрушанте, «Wednesday» («Среда») — название песни пианистки Тори Эймос из альбома Scarlet's Walk.
- Среда включена в название профессионального английского футбольного клуба из Йоркшира — Шеффилд Уэнсдей (Среда Шеффилда).
- Уэнсди («Среда») Аддамс является членом вымышленной семьи из телесериала «Семейка Аддамс».
- Мистер Среда является одним из главных персонажей романа Нила Геймана «Американские боги».